# الحرس الوطني المسلم
الحرس الوطني المسلم (بالبنغالية: মুসলিম ন্যাশনাল গার্ড) هو منظمة شبه عسكرية مرتبط برابطة مسلمي عموم الهند التي شاركت في حركة باكستان. في شرق البنغال كان الحرس الوطني المسلم معروفًا باسم عزرائيل باهيني.

## التاريخ

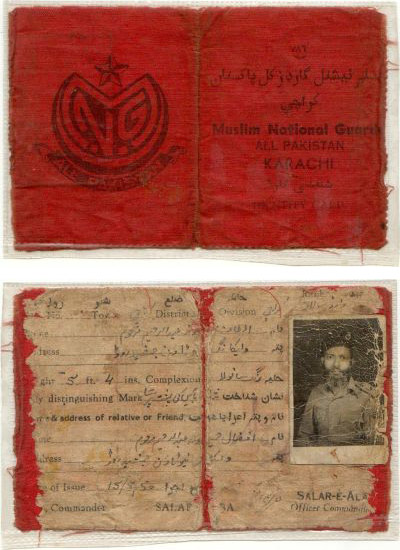
بطاقة هوية لأحد جنود الحرس الوطني المسلم صدرت في كراتشي عام 1950.

تأسس الحرس الوطني المسلم في المقاطعات المتحدة عام 1931. كان هدف المنظمة هو تنظيم الشباب المسلم من أجل تربية روح التسامح والتضحية والانضباط بينهم.
تم إحياء الحرس الوطني المسلم في اجتماع لجنة عمل رابطة مسلمي عموم الهند الذي عقد في لاهور عام 1944، جُددت المنظمة في جميع مقاطعات الهند البريطانية.
وفي البنغال صرح حسين شهيد سهروردي في افتتاح مركز تدريب في فريدبور بأن أولئك الذين كانوا يتلقون التدريب في المركز سيعملون كجنود لتأسيس باكستان وإنقاذ المسلمين. وفي عام 1946 نظَّم عبد المنعم خان الحرس الوطني المسلم في ميمينسينغ مع 100،000 متطوع وأصبح سالار زيلا القائد العام للمنطقة.
كان أفراد الحرس الوطني يرتدون زيًا أخضر مميزًا مع قبعات خضراء ويحملون أعلامًا خضراء. 
وفي 24 يناير 1946 اعتبرت الحكومة الائتلافية الحرس الوطني المسلم منظمة غير قانونية، واعتبرته خطرًا على الدولة، عارض الحزب قرار الحكومة معتبرًا أن الحظر المفروض على الحرس الوطني المسلم حظرًا على أهم أنشطة الرابطة الإسلامية.